# 1876 v loďstvech
Tento článek obsahuje významné události v oblasti loďstev v roce 1876.

## Lodě vstoupivší do služby
- 26. června –  SMS Prinz Eugen – kasematová loď třídy Kaiser Max
- 4. července –  SMS Preußen – pancéřová loď třídy Preußen
- 26. října –  SMS Kaiser Max – kasematová loď třídy Kaiser Max

## Lodě vystoupivší ze služby
- Napoléon – dvoupalubník, vyřazen